# لايك أي ود
مثلما أفعل أو لايك أي ود (بالإنجليزية: Like I Would)‏ هي أغنية للمغني الإنجليزي زين مالك، أطلقت RCA الأغنية في 10 مارس، 2016 كواحدة من الأغاني الإضافية التي أضافها المغني زين مالك في ألبومه الأول مايند أوف ماين.

## الكليب
يظهر زين في الكليب بعين برتقالية بدت كمصباح النيون وزى صُمم وكأنه يعمل على الطاقة الضوئية فأخذ يتوهج في الظلام الداكن ورقصة تحت أشعة الليزر بالأضافة إلى عدد من الراقصات والراقصين الذين تميزوا باستعراضاتهم الراقصة المذهلة وحركاتهم الصعبة والسريعة والإيقاعية وحتى بأزيائهم المطاطية الحمراء وملابسهم المموهة.